# Фимет
Фимет (Тимет, или Фиметий, др.-греч. Θυμοίτης) — персонаж древнегреческой мифологии. Царь Афин в 1134—1126 годах до н. э. (согласно хронике Евсевия), последний из рода Тесея. Побочный сын Оксинфа. Убил своего старшего брата Афиданта и воцарился. При нем Меланф поселился в Аттике. Фимет уступил власть Меланфу. Его имя носил один из афинских демов.
См. также Фимет (из Трои).